# Gabriel Mercado
 Gabriel Iván Mercado (født 18. marts 1987 i Puerto Madryn, Argentina), er en argentinsk fodboldspiller (højre back/midterforsvarer). Han spiller for den spanske La Liga-klub Sevilla FC, som han var tilknyttet siden 2016. Han har tidligere repræsenteret de argentinske storklubber Racing Club, Estudiantes og River Plate.
Med både Estudiantes og River har Mercado vundet det argentinske mesterskab, mens det med River også blev til sejr i Copa Libertadores i 2015.

## Landshold
Mercado står (pr. maj 2018) noteret for 19 kampe og tre scoringer for Argentinas landshold. Han debuterede for holdet 10. februar 2010 i en venskabskamp mod Jamaica. Han var en del af den argentinske trup til både Copa América 2016 i USA samt til VM 2018 i Rusland.